# Thohoyandou
Thohoyandou – miasto, zamieszkane przez 69 453 ludzi (2011), w Republice Południowej Afryki, w prowincji Limpopo.
W czasach apartheidu było stolicą bantustanu Venda.